# Horst Papke
Horst Papke (* 1930; † 1990) war ein deutscher Schauspieler.

## Leben
Papke war als Theaterschauspieler und Bühnendarsteller rund 30 Jahre lang von 1958 bis 1988 am Hans Otto Theater in Potsdam tätig. Zu seinen Bühnenrollen dort gehörten unter anderem der Junker Tobias Rülp in Was ihr wollt (Spielzeit 1963/1964), der Polizist Schauwa in Der kaukasische Kreidekreis (1968) und der Hausbesitzer und Familienfreund Periplectomenus in der antiken Komödie Miles Gloriosus. Häufig wurde er dort in komödiantischen Rollen eingesetzt.
Er wirkte ab Ende der 1950er-Jahre bis zum Anfang der 1990er-Jahre in zahlreichen Film- und Fernsehproduktionen mit. Seine charakteristischen Haupt- und Nebenrollen prägten diverse Filme der DEFA und des DFF. Papke, ein eher kleiner rundlicher Darsteller, wurde dabei häufig in Märchenfilmen und Kinderfilmen eingesetzt, so als zweiter Musikant in Die goldene Gans (1964), später als Wache in Die zertanzten Schuhe (1977) und als Räuber in Wer reißt denn gleich vor’m Teufel aus (1978).
Sein erster Filmauftritt war die auf einem Dorf spielende Komödie Senta auf Abwegen aus dem Jahr 1959, eine DEFA-Produktion, in der Papke, unter der Regie von Martin Hellberg in einer kleinen Rolle als Pohlenz zu sehen war. 1962 spielte er die Rolle des Schaffners in dem Stacheltier-Film Der Fluch der bösen Tat.
In der Folgezeit wurde Papke in vielen Filmen schwerpunktmäßig als Nebendarsteller eingesetzt, wo er in kurzen Szenen jeweils markante Charakterporträts zeichnete. Zu seinen Rollen in diesem Darstellergenre gehörten: Dicker SA-Mann in dem Kinderfilm Die Jagd nach dem Stiefel (1962), der Korporal in dem Mantel-und-Degen-Film Mir nach, Canaillen! (1964), der Reichsbahnangestellte in dem Musikfilm Hochzeitsnacht im Regen (1967), Roderich in der historischen Film- und Musikkomödie Frau Venus und ihr Teufel (1967), der Taxifahrer in dem Kinderfilm Der Weihnachtsmann heißt Willi (1969), der Kantinenwirt in dem Liebesfilm Hart am Wind (1970), der kleine Wächter in dem Liebesfilm Das Versteck (1977) und der Eisenbahner Paul in der TV-Filmkomödie Des kleinen Lokführers große Fahrt (1978).
Im DDR-Fernsehen war er in kleinen Episodenrollen auch in den Krimiserien Polizeiruf 110 und Der Staatsanwalt hat das Wort zu sehen, so als BGL-Vorsitzender in der Staatsanwalt-Folge Wenn zwei sich streiten (1984), als Leichenträger in der Staatsanwalt-Folge Paule (1986) und als Arzt im Krankenhaus in der Polizeiruf-Folge Der zersprungene Spiegel (1985).
Gelegentlich arbeitete Papke für das Fernsehen der DDR und für die DEFA auch als Synchronsprecher, so bei 1977 bei der DEFA-Synchronisation des Films Der (voraussichtlich) letzte Streich der Olsenbande, 1979 bei der DEFA-Synchronisation des Films Die Olsenbande sieht rot und 1983 bei der Synchronisation des russischen Märchenfilms Abenteuer mit der Tarnkappe (Там, на неведомых дорожках…).
Horst Papke ist der Vater des früheren deutschen Kanurennsportlers Ulrich Papke.

## Filmografie (Auswahl)
- 1959: Senta auf Abwegen
- 1962: Josef und alle seine Brüder (Fernsehfilm)
- 1962: Das Stacheltier – Der Fluch der bösen Tat
- 1962: Die Jagd nach dem Stiefel
- 1963: Blaulicht: Heißes Geld (Fernsehserie)
- 1964: Die goldene Gans
- 1964: Mir nach, Canaillen!
- 1965: Die antike Münze
- 1967: Hochzeitsnacht im Regen
- 1967: Frau Venus und ihr Teufel
- 1969: Im Himmel ist doch Jahrmarkt
- 1969: Jungfer, Sie gefällt mir
- 1969: Der Weihnachtsmann heißt Willi
- 1969: Seine Hoheit – Genosse Prinz
- 1970: Junge Frau von 1914 (Fernsehfilm)
- 1970: Hart am Wind
- 1970: Im Spannungsfeld
- 1970: Schüsse unterm Galgen
- 1970: Weil ich dich liebe …
- 1971: Optimistische Tragödie (Fernsehfilm)
- 1971: Zeit der Störche
- 1971: KLK an PTX – Die Rote Kapelle
- 1972: Reife Kirschen
- 1973: Die sieben Affären der Doña Juanita (vierteiliger Fernsehfilm)
- 1973: Die Hosen des Ritters von Bredow
- 1973: Das unsichtbare Visier (Fernsehfilm)
- 1974: Wie füttert man einen Esel
- 1974: Die Frauen der Wardins (Fernseh-Dreiteiler)
- 1976: Nelken in Aspik
- 1976: Beethoven – Tage aus einem Leben
- 1976: Philipp, der Kleine
- 1977: Unterwegs nach Atlantis
- 1977: Das Versteck
- 1977: Ein Katzensprung
- 1977: Der Hasenhüter (Fernsehfilm)
- 1977: Viechereien (Fernsehfilm)
- 1977: Die zertanzten Schuhe (Märchenfilm)
- 1978: Der Meisterdieb (Märchenfilm)
- 1978: Wer reißt denn gleich vor’m Teufel aus
- 1978: Des kleinen Lokführers große Fahrt
- 1979: Spuk unterm Riesenrad (Fernsehserie)
- 1979: Nachtspiele
- 1979: Chiffriert an Chef – Ausfall Nr. 5
- 1979: Die Gänsehirtin am Brunnen (Märchenfilm)
- 1980: Archiv des Todes (Fernsehfilm)
- 1980: Max und siebeneinhalb Jungen
- 1981: Die Stunde der Töchter
- 1982: Der lange Ritt zur Schule
- 1982: Märkische Forschungen
- 1983: Spuk im Hochhaus (Fernsehserie)
- 1983: Die Schüsse der Arche Noah
- 1984: Front ohne Gnade (Fernsehfilm)
- 1984: Der Staatsanwalt hat das Wort: Wenn zwei sich streiten (Fernsehreihe)
- 1985: Polizeiruf 110: Der zersprungene Spiegel (Fernsehreihe)
- 1985: Die Gänse von Bützow
- 1985: Der Doppelgänger
- 1985: Meine Frau Inge und meine Frau Schmidt
- 1986: Der Staatsanwalt hat das Wort: Paule
- 1986: Der Bärenhäuter
- 1986: Gritta von Rattenzuhausbeiuns

## Theater
- 1967: Peter Abraham: Und das soll Liebe sein? (Pressefotograf Zwiebel) – Regie: Hans Lohr (Hans Otto Theater Potsdam)
- 1968: William Shakespeare: Die Komödie der Irrungen – Regie: Peter Kupke (Hans Otto Theater Potsdam)
- 1977: Günter Schubert: Olle Henry (Willi) – Regie: Gerd Staiger (Hans Otto Theater Potsdam)

## Hörspiele
- 1969: Fritz Selbmann: Ein weiter Weg – Regie: Fritz-Ernst Fechner (Hörspiel (8 Teile) – Rundfunk der DDR)